# Kraljevstvo Kartlije i Kahetije
Kraljevina Kartlije i Kahetije (gruz. ქართლ-კახეთის სამეფო) bilo je kraljevstvo nastalo ujedinjenjem dva kraljevstva na istoku Gruzije - Kartlije i Kahetije 1762. godine, koje je opstajalo nezavisno još od dezintegracije ujedinjenog gruzijskog kraljevstva u 15. stoljeću. Od početka 16. stoljeća, a potvrđeno 1555. godine dogovorom u Amasiji oba kraljevstva su bila pod isprekidanom iranskom vlašću, sve do 1747. godine i smrti šaha Nadera, kada je energični kralj Ereklo, de facto proglasio nezavisnost i ujedinjenje dviju kraljevstava.
Ereklo je bio u mogućnosti, nakon stoljeća iranske vlasti nad Gruzijom (s prekidima), jamčiti autonomiju nedavno proglašenog kraljevstva, zbog nemira u Iranu nastalih kraljevom smrću, te tijekom postojanja Zandijskog Carstva. 1783. godine potpisao je Georgijevski ugovor, kojim je formalno stavio Gruziju u ruke ruskog cara, što bi mu jamčili kakvu-takvu zaštitu od novih iranskih napada ili nekih drugih naroda. 1779. godine umire Karim-han iz zandijske dinastije, te zemlja tone u građanski rat. Tu situaciju iskorištava Muhamed-han Kadžar i 1794. godine zarobljava vladara Loft Ali-hana i nameće se kao iranski šah, pritom stvarajući novu, kadžarsku dinastiju. Ovi događaji su se pokazali ključnim u kratkotrajnoj povijesti Kraljevine Kartlije i Kahetije. Novi iranski šah odmah je krenuo u pohod na Kavkaz kako bi ga vratio pod iransko okrilje. Muhamed-kan je zahtijevao od Erekla da odustane od ugovora s Rusijom i da dobrovoljno prihvate iransku vrhovnu vlast u zamjenu za mir i prosperitet svog kraljevstva. Ereklo to odbija, pa Muhamed-kan napada i zauzima kraljevinu i vraća Tbilisi pod iransku vlast. Iranska vlast trajala je do 1801. godine i ruske aneksije Gruzije. Nakon rusko-perzijskog rata (1804. – 1813.) Iran je službeno ustupio Kraljevstvo Rusiji, označivši početag novog poglavlja u gruzijskoj povijesti.